# Швилохзе
Шви́лохзе (нем. Schwielochsee, н.-луж. Gójacki jazor) — крупнейшее естественное озеро в Бранденбурге. Расположено на юго-востоке земли в нижнелужицком поселении Швилохзе (район Даме-Шпревальд), получившем своё название по озеру.
Площадь озера — 13,3 км², глубина составляет до 14 метров. Река Шпрее проходит через озеро, впадая в него и выходя дальше.